# Contea di San Augustine
La contea di San Augustine in inglese San Augustine County è una contea dello Stato del Texas, negli Stati Uniti. La popolazione al censimento del 2010 era di 8 865 abitanti. Il capoluogo di contea è San Augustine. La contea è stata creata nel 1837.

## Geografia
| Anno | Popolazione | ±%     |
| ---- | ----------- | ------ |
| 1850 | 3,648       | [ 3 ]  |
| 1860 | 4,094       | 12.2%  |
| 1870 | 4,196       | 2.5%   |
| 1880 | 5,084       | 21.2%  |
| 1890 | 6,688       | 31.5%  |
| 1900 | 8,434       | 26.1%  |
| 1910 | 11,264      | 33.6%  |
| 1920 | 13,737      | 22.0%  |
| 1930 | 12,471      | −9.2%  |
| 1940 | 12,471      | 0.0%   |
| 1950 | 8,837       | −29.1% |
| 1960 | 7,722       | −12.6% |
| 1970 | 7,858       | 1.8%   |
| 1980 | 8,785       | 11.8%  |
| 1990 | 7,999       | −8.9%  |
| 2000 | 8,946       | 11.8%  |
| 2010 | 8,865       | −0.9%  |

Secondo l'Ufficio del censimento degli Stati Uniti d'America la contea ha un'area totale di 592 miglia quadrate (1530 km²), di cui 531 miglia quadrate (1380 km²) sono terra, mentre 62 miglia quadrate (160 km², corrispondenti al 10% del territorio) sono costituiti dall'acqua.

### Strade principali
- U.S. Highway 96
- State Highway 21
- State Highway 103
- State Highway 147

### Contee adiacenti
- Shelby County (nord)
- Sabine County (est)
- Jasper County (sud)
- Angelina County (sud-ovest)
- Nacogdoches County (ovest)

### Aree nazionali protette
- Angelina National Forest (parzialmente)
- Sabine National Forest (parzialmente)